# Antonov An-12
De Antonov An-12 (Russisch: Ан-12) (NAVO-codenaam: Cub) is een viermotorig propellervliegtuig van de Oekraïense vliegtuigbouwer Antonov. Het is de militaire versie van de Antonov An-10.

## Specificaties
- Bemanning: 5: 2 piloten, boordwerktuigkundige, navigator, radiobedienaar
- Capaciteit: 18 ton vracht
- Vermogen: 4.000 pk (3.000 kW) elk
- Maximumsnelheid: 777 km/h
- Maximum hoogte: 10.200 m
- Klimsnelheid: 10 m/s
- Eventuele bewapening: 2 × 23 mm snelvuurkanon Noedelman-Richter NR-23

## Gebruikers
De Antonov An-12 wordt over de hele wereld gebruikt voor zowel civiele als militaire doeleinden.

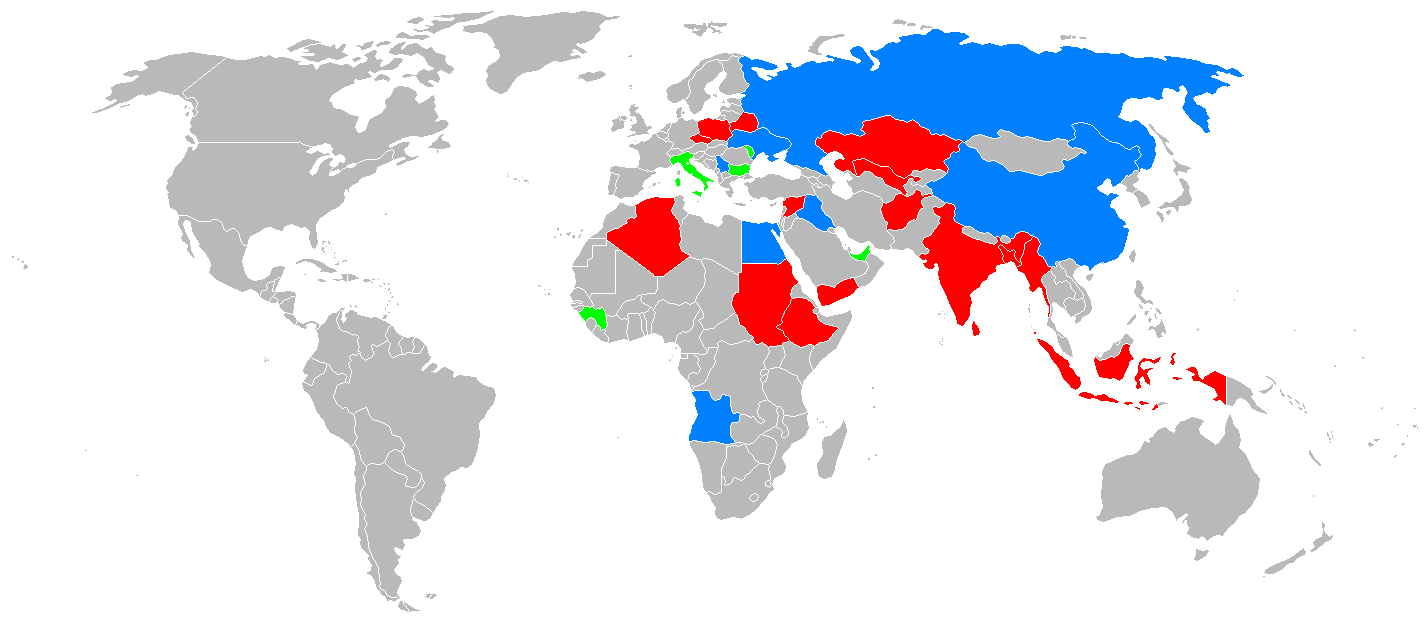
De gebruikers van An-12's wereldwijd. Militaire gebruikers in het rood, civiele gebruikers in het groen, blauw voor beide.

### Civiele gebruikers
Volgende luchtvaartmaatschappijen maken gebruik van een of meer An-12's.
 Angola
- Alada

 Bulgarije
- Scorpion Air

 Canada
- Skylink Aviation

 China
- Civil Aviation Administration

 Egypte
- Egyptair

 Filipijnen
- Interisland Airlines

 Frankrijk
- Aero Charter DARTA

 Guinee
- Air Guinee

 Ghana
- Ghana Airways (1961-1962)

 Irak
- Iraqi Airways

 Mexico
- Air One (Mexico)

 Oekraïne
- Aerovis Airlines
- Cavok Airlines
- Antonov Airlines
- Volare Airlines
- Ukraine Air Alliance

 Rusland
- Avial Aviation
- ATRAN Cargo Airlines
- SAT Airlines
- Aeroflot

 Sri Lanka
- SriLankan Airlines

 Verenigde Arabische Emiraten

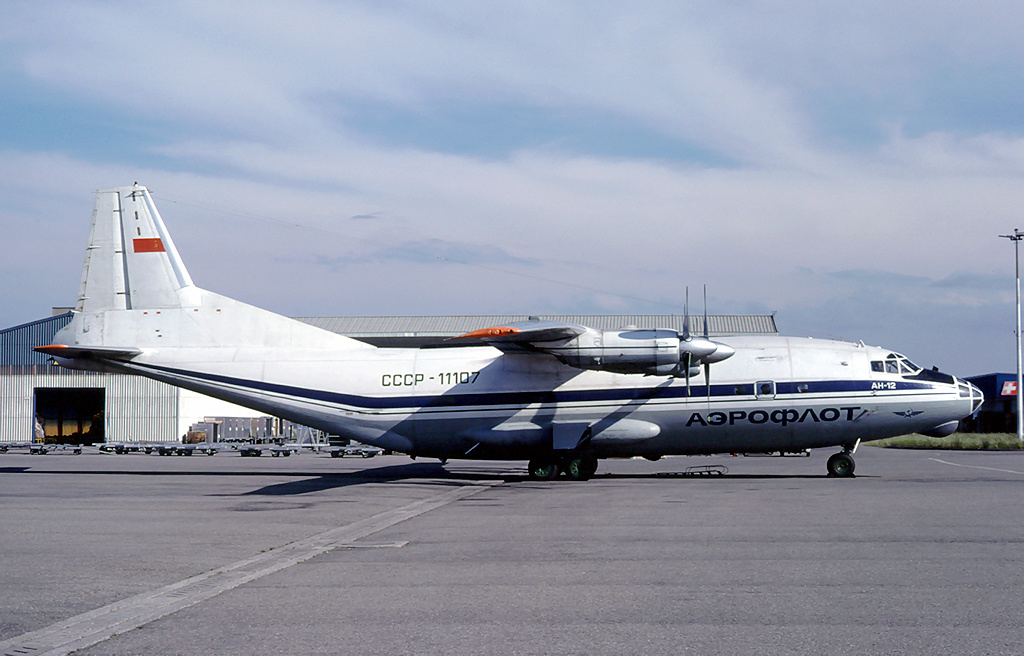
Een An-12 van Aeroflot

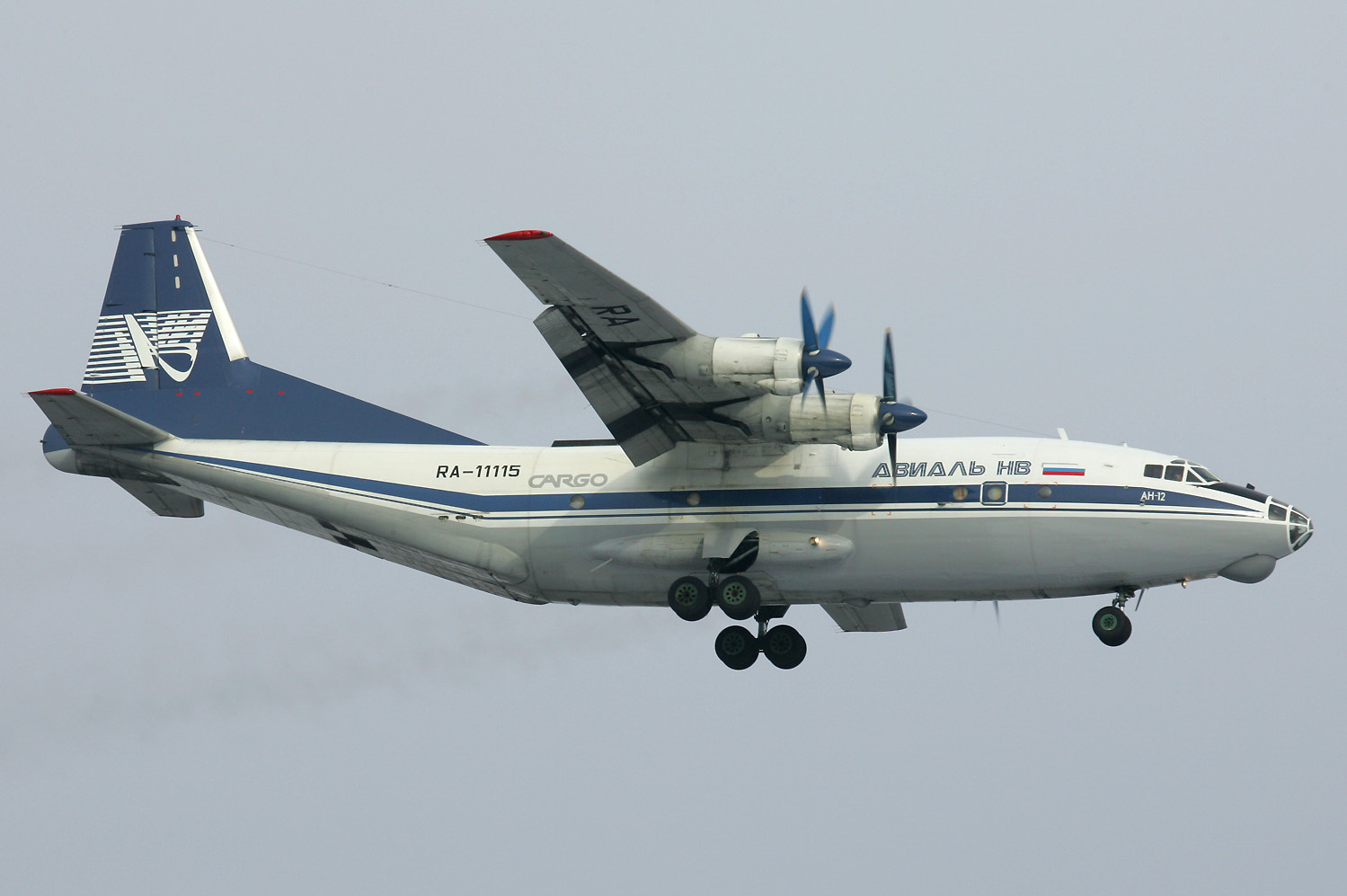
Een An-12 van AVIAL NV

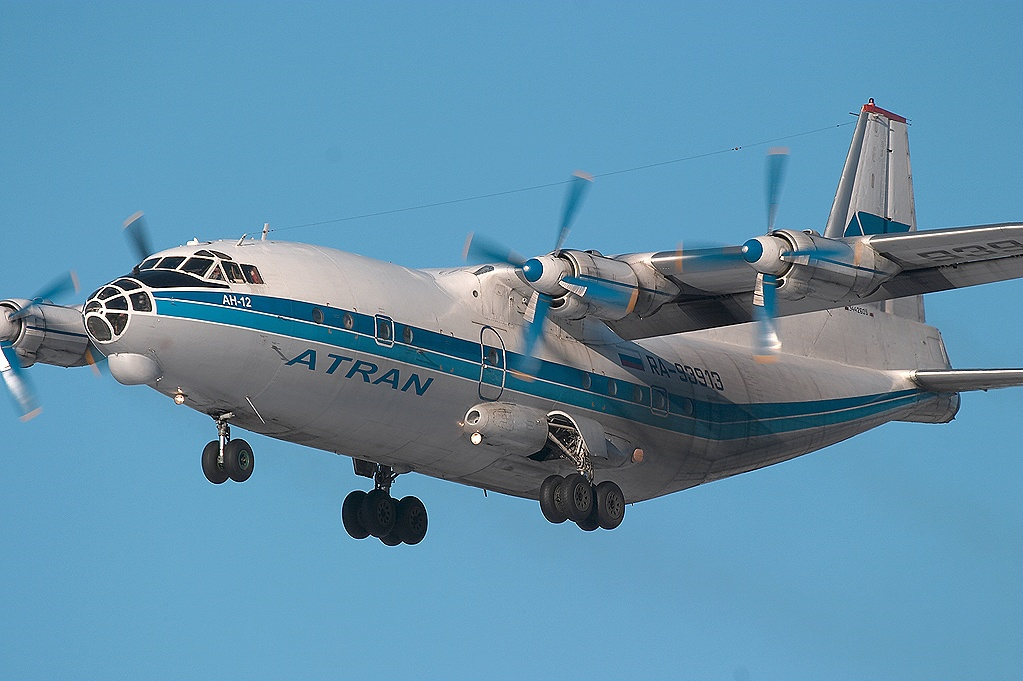
Een An-12 van ATRAN Cargo Airlines

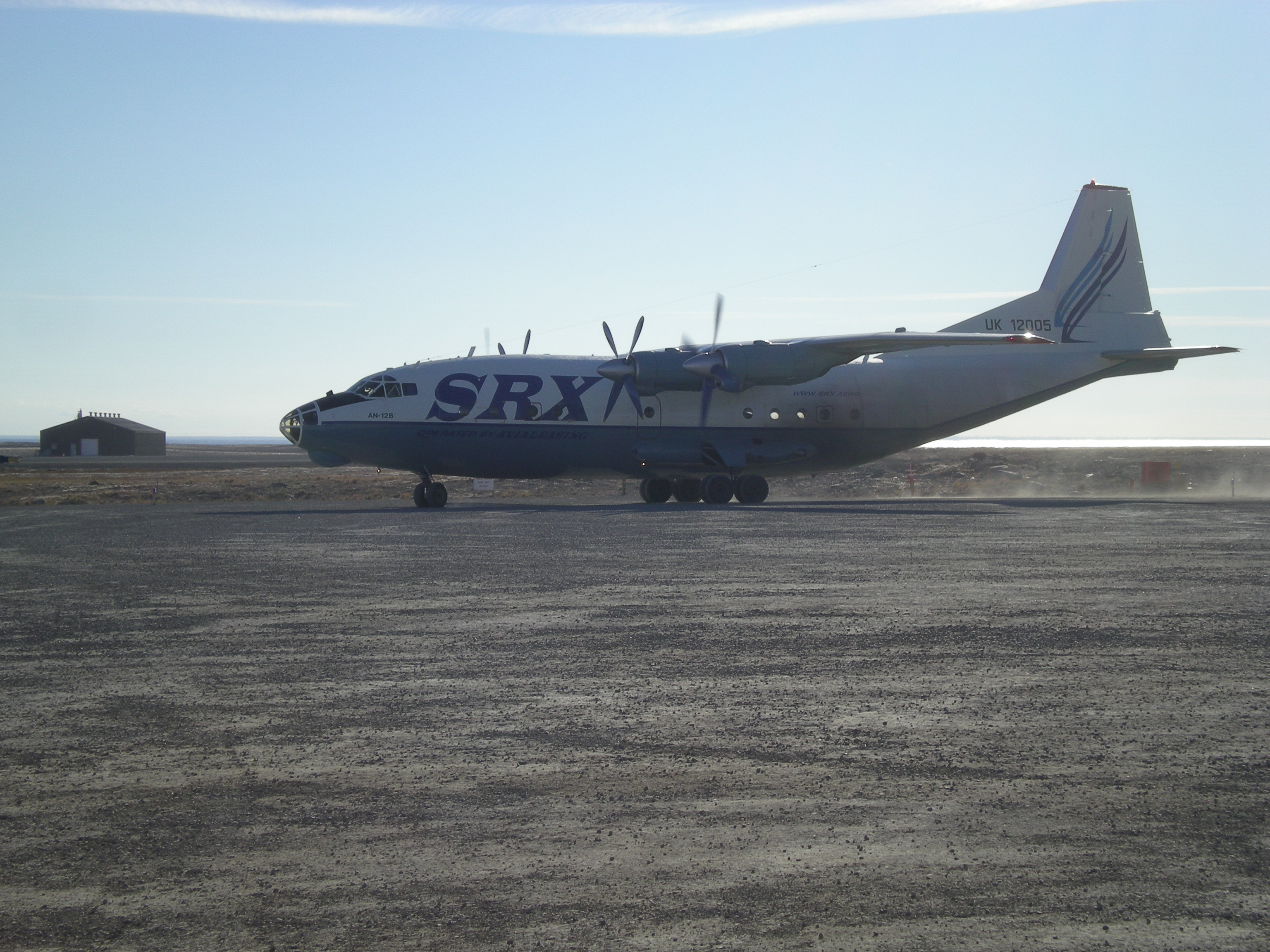
Een An-12 van SRX

- British Gulf International Airlines

 Verenigde Staten
- SRX Group

### Militaire gebruikers

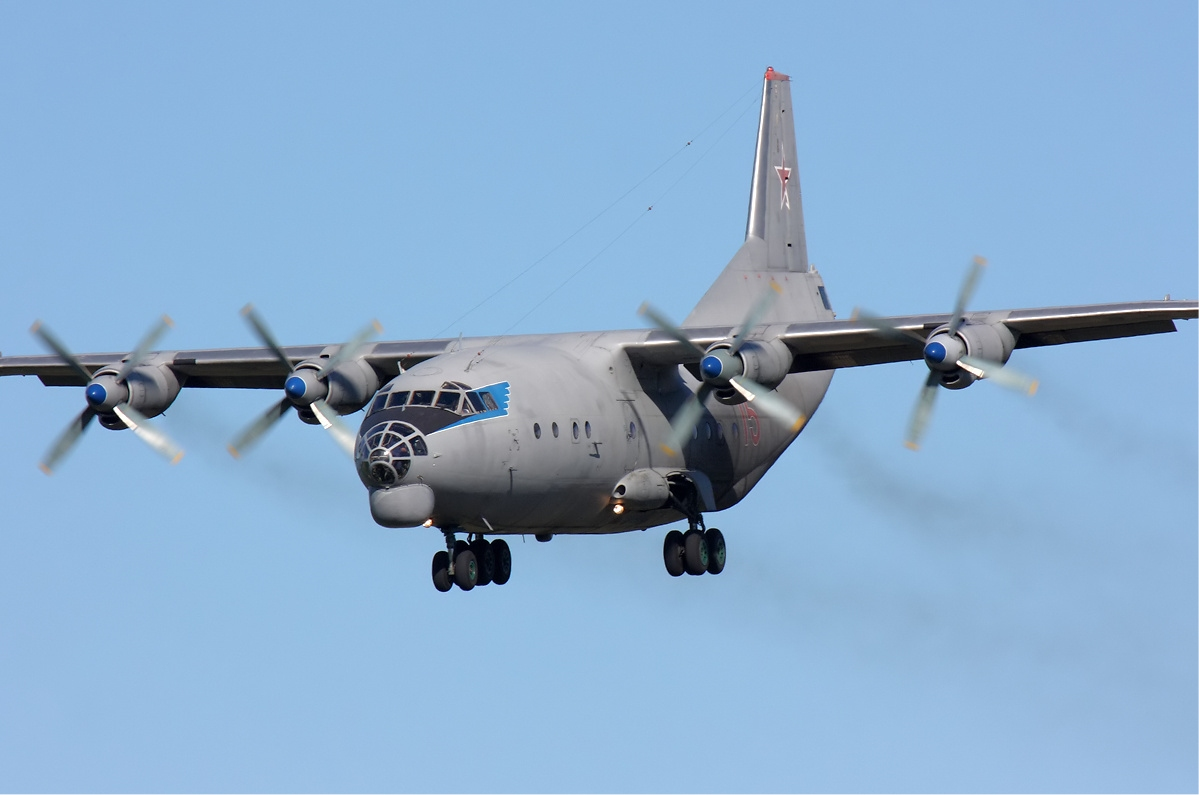
Een An-12 van de Russische luchtmacht

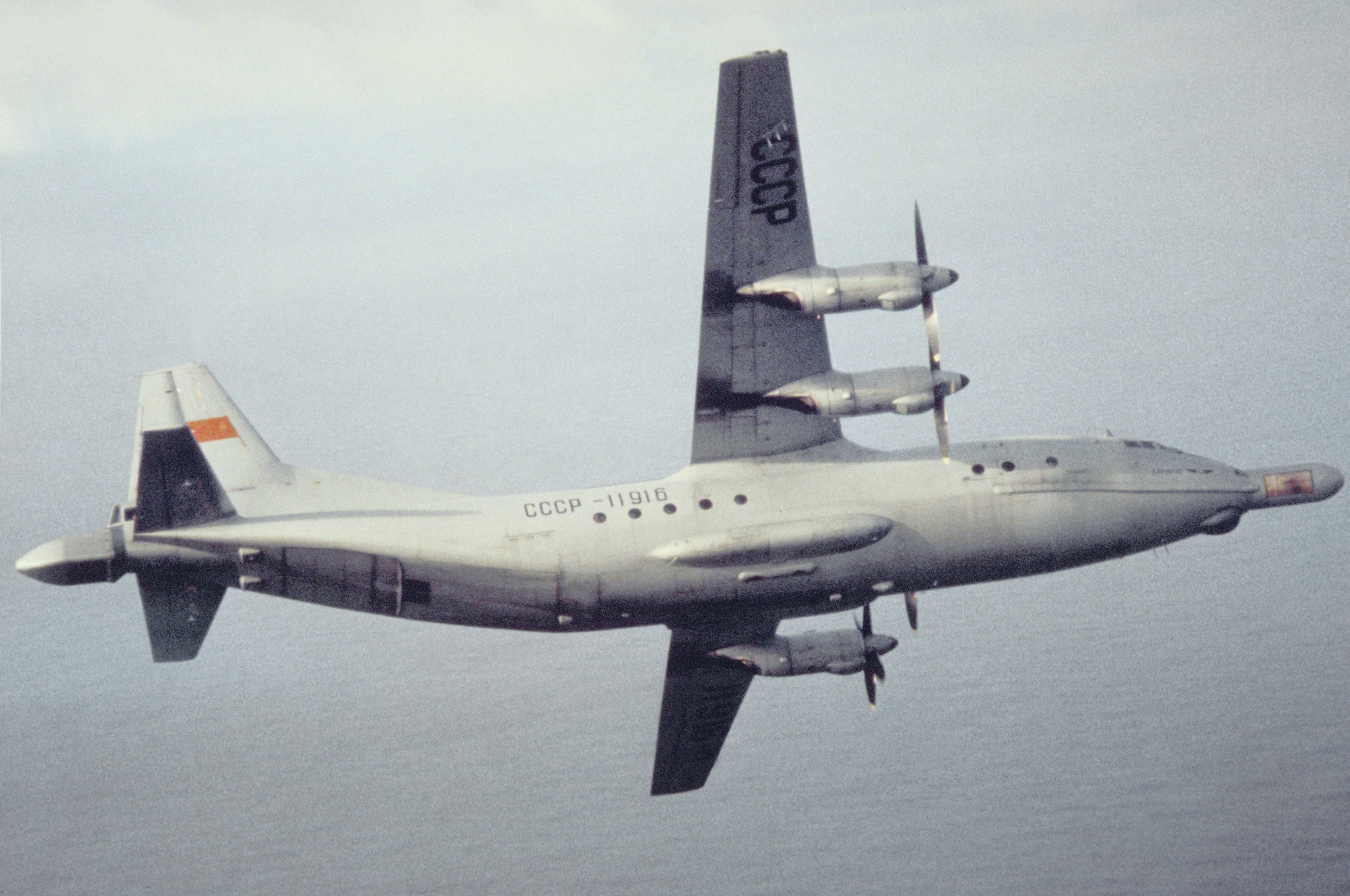
Een An-12 van de luchtmacht van de Sovjet-Unie

De luchtmacht van volgende landen maakt of maakte gebruik van een of meerdere An-12's.
| - Afghanistan (1981-2001) - Algerije - Angola - Azerbeidzjan - Bangladesh (1973- jaren 80) - China - Egypte - Ethiopië - Guinee - India - Indonesië - Irak - Ivoorkust - Jemen - Joegoslavië - Jordanië - Kazachstan - Kirgizië | - Myanmar - Nigeria - Oekraïne - Oezbekistan - Polen - Rusland - Servië - Slowakije - Soedan - Sovjet-Unie - Syrië - Tsjechië - Tsjecho-Slowakije - Tanzania - Turkmenistan - Wit-Rusland - Zimbabwe |

## Incidenten en ongevallen
- Op 7 februari 1968 stortte een An-12 van de Indiase luchtmacht neer op de Rohtangpas. Vijf bemanningsleden kwamen om en 92 passagiers. De oorzaak van de crash is onbekend, omdat het wrak pas in 2005 half begraven teruggevonden werd.
- Op 25 november 1985 werd een vracht-An-12 van Aeroflot uit de lucht geschoten door de Zuid-Afrikaanse speciale diensten. Acht bemanningsleden en dertien passagiers kwamen om.
- Op 4 oktober 2007 stortte een An-12 van Malift Air neer tijdens het opstijgen vanaf de luchthaven van Kinshasa. Aan boord van het toestel kwamen twintig mensen om, op de grond kwamen nog eens zevenendertig mensen om.
- Op 20 februari 2009 stortte een An-12 van Aerolift neer nadat bij het opstijgen vanaf de luchthaven van Luxor een van de motoren in brand gevlogen was. Alle vijf bemanningsleden kwamen om.
- Op 26 augustus 2009 stortte een An-12 van Aero-Frêt neer tijdens het aanvliegen op de Luchthaven Maya-Maya in Brazzaville, Congo-Brazzaville. Vijf Oekraïense bemanningsleden en een Congolese passagier kwamen om.
- Op 21 april 2010 stortte een An-12 van Pacific East Asia Cargo Airlines neer tijdens het aanvliegen op Diosdado Macapagal International Airport in de Filipijnen. Drie bemanningsleden kwamen om.
- Op 21 maart 2011 stortte een vracht-An-12 van Trans Air Congo neer in een residentiële wijk in de buurt van Mvoumvou in Congo-Brazzaville. Vier bemanningsleden kwamen om en ook enkele mensen op de grond.
- Op 9 augustus 2011 stortte een An-12 van Avis-Amur neer in een bos in Magadan. Kort na het opstijgen had de bemanning melding gemaakt van een brand in een van de motoren.
- Op 26 december 2013 stortte een An-12 neer bij de Russische stad Irkoetsk. Het transportvliegtuig was vanuit een vliegtuigfabriek in Novosibirsk onderweg naar een fabriek bij Irkoetsk. Alle negen bemanningsleden kwamen om.[1]
- Op 4 november 2015 stortte een An-12 neer bij de rivier de Witte Nijl in Zuid-Soedan. Het ongeluk gebeurde kort na het opstijgen van de Luchthaven van Djoeba.[2]
- Op 3 november 2021 stortte een AN-12 neer bij een dorpje in de omgeving van Irkoetsk. Het 53 jaar oude vrachtvliegtuig was op de terugweg van een lange vlucht vanuit het schiereiland Tsjoekotka. Alle zeven inzittenden kwamen om.[3]

### Vliegverbod
- De General Civil Aviation Authority (GCAA) van de Verenigde Arabische Emiraten heeft op 1 maart 2010 voor onbepaalde tijd een verbod uitgevaardigd om nog met An-12's te vliegen in het luchtruim boven de Verenigde Arabische Emiraten. Dit verbod volgde op een tijdelijk verbod dat uitgevaardigd werd in 2009 nadat een An-12 van de landingsbaan was gegleden op Sharjah International Airport.
- Op 10 augustus 2011 besloot Rusland om (voorlopig) ongeveer 100 An-12s aan de grond te houden na een reeks ongelukken met dit toesteltype.[4]